# Antiga Rectoria (Santa Pau)
L'Antiga Rectoria és una obra de Santa Pau (Garrotxa) inclosa a l'Inventari del Patrimoni Arquitectònic de Catalunya.

## Descripció
Té una porta inferior amb una llinda molt decorada i amb inscripcions que demostren que, aquesta, era l'antiga casa del rector. La part superior també està decorada amb incisions. Actualment està abandonada i en un estat de conservació molt deficient. Inscripcions: "S [obertura de l'arc] 88"; als carreus dels costats de l'obertura; si ho llegim atentament podrem saber com es deia el rector: "MCCPIC/RETAFE Mº BARNAT/CASA RA PREVEREM A"; i al carreu del llindar: "IHS".

## Història
No hi ha cap notícia sobre la casa, però podem veure, a les inscripcions, l'any MCCPIC. El problema el trobem en aquesta "P" que no sabem que vol dir encara que s'ha pogur deduir que l'any de construcció ha estat el 1588.